# Hans im Glück
Hans im Glück — німецьке видавництво настільних та карткових ігор. Хоча багато їхніх ігор є мовно-незалежними, самі вони видають лише версії для внутрішнього ринку, які містять правила виключно німецькою мовою; англомовні версії їхніх ігор здебільшого видавалися компанією «Rio Grande Games», українські версії — «Feelindigo» тощо.
Назва компанії походить від казки братів Грімм «Щасливий Ганс», звідси й логотип Hans im Glück, на якому Ганс їде на свині.

## Відомі ігри
| - Die Macher (1986) - 1835 (1990) - Modern Art (1992) - El Grande (1995) - Tigris and Euphrates (1997) - Samurai (1998) - Каркасон (2000) - Amun-Re (2003) - Saint Petersburg (2004) - Fjords (2005) - Thurn and Taxis (2006) | - Stone Age (2008) - Домініон (2009) - The palaces of Carrara (2012) - Russian Railroads (2014) - The Voyages of Marco Polo (2015) - My First Stone Age (2016) - Auf den Spuren von Marco Polo (укр. Слідами Марко Поло) (2016) - Paleo (2021) - Karvi (2023) - Ботанікус (2024) - Time Trouble (2024) |